# Europäisches Brotmuseum
Das Europäische Brotmuseum e. V. in Ebergötzen zeigt eine kulturhistorische Sammlung zum Thema „Vom Korn zum Brot“. Es befindet sich im ehemaligen Forstamt Radolfshausen, dem 1711 errichteten Amtshaus des Amtes Radolfshausen auf dem Areal der früheren Burg Radolfshausen. Bis zum Jahre 2000 war das Museum in Mollenfelde angesiedelt.

## Exponate
In der Dauerausstellung zur Geschichte des Getreides, des Brotes, des Bäckerhandwerks und der Müllerei werden auch verschiedene thematische Aspekte beleuchtet, wie z. B. das Brot in der Religion sowie in Kunst, Kultur und Brauchtum, außerdem Fragen zur Welternährung und zum Hunger. Im Außenbereich beherbergt das Museum verschiedene landwirtschaftliche Geräte, eine historische Bockwindmühle, die 1812 in Hotteln bei Hildesheim erbaut wurde und nach dem großen Mühlensterben im Deutschland der 1960er Jahre 1974 zunächst in Mollenfelde, dem früheren Standort des Brotmuseums, wieder aufgebaut wurde. Ein weiteres Exponat im Außenbereich ist eine Wassermühle mit unterschlächtigem Wasserrad, die ursprünglich aus Tirol stammt und die 1971 nach Mollenfelde gebracht wurde. Beide Mühlen sind 2004 nach Ebergötzen umgesetzt und erneut restauriert worden.
Weitere Sehenswürdigkeiten im Außenbereich des Brotmuseums sind ein Getreidegarten und drei Brotbacköfen. Auch werden besondere Brötchenformen wie beispielsweise der Dreizackweck aus Worms-Horchheim ausgestellt.